# Tetsuya Ito
Tetsuya Ito (伊藤 哲也 Itō Tetsuya?, nacido el 1 de octubre de 1970 en Chiba) es un exfutbolista japonés. Jugaba de defensa y su último club fue el FC Gifu de Japón.

## Trayectoria

### Clubes
| Club                | País  | Año         |
| ------------------- | ----- | ----------- |
| NKK                 | Japón | 1993        |
| Yokohama Marinos    | Japón | 1994 - 1996 |
| Sanfrecce Hiroshima | Japón | 1997 - 2000 |
| FC Tokyo            | Japón | 2001 - 2003 |
| Oita Trinita        | Japón | 2004        |
| FC Gifu             | Japón | 2005 - 2007 |

## Palmarés

### Títulos nacionales
| Título    | Club             | País  | Año  |
| --------- | ---------------- | ----- | ---- |
| J1 League | Yokohama Marinos | Japón | 1995 |